# Guardia Voluntaria Serbia
Los Guardia Voluntaria Serbia (en serbio: Српска добровољачка гарда, Srpska dobrovoljačka garda, SDG), también conocidos como los Tigres de Arkan (en serbio: Арканови Тигрови, Arkanovi Tigrovi) era una unidad de voluntarios paramilitares de Serbia, fundada y dirigida por Zeljko Raznatovic, que combatieron en Croacia (1991-1992), Bosnia y Herzegovina (1992-1995) y en la Guerra de Kosovo (1998-1999).

## Historia y organización
La organización fue creada el 11 de octubre de 1990 por 20 voluntarios, ultras del Estrella Roja de Belgrado, pertenecientes al grupo Delije Sever. En sus mejores momentos, la Guardia Voluntaria Serbia contó con más de 10.000 soldados en sus filas.Aunque después contaron con de 1000-2000.
El cuartel general de la GVS y su campo de entrenamiento estaban situados en Erdut, una localidad de la región de Eslavonia Oriental, Baranya y Sirmia Occidental, en la autoproclamada República Serbia de Krajina, cuyo territorio se encuentra dentro de Croacia. Entre 1991 y 1995 la GVS fue la responsable del comando de la Defensa Territorial, del Ejército Popular Yugoslavo a cargo de la rebelión de los serbios de Krajina.
Los Tigres de Arkan, una fuerza paramilitar creada por ellos, establecieron su cuartel general y campo de entrenamiento en un centro de exmilitares en Erdut. Su ejército de voluntarios entró en acción a partir de mediados de 1991 hasta finales de 1995, inicialmente en la región de Vukovar, en Croacia. Se ha informado de que su unidad de Ejército irregular consistía de hasta 10.000 combatientes bien entrenados y equipados con armas modernas, incluyendo unos cuantos tanques y helicópteros. Sus unidades fueron suministradas y equipadas por la reserva de la Policía serbia durante la Guerra en Croacia y  Bosnia.

## Guerra de Croacia (1991) y Bosnia (1992)
Después de estallar la guerra en Croacia en el otoño de 1991 y en Bosnia en abril de 1992, Arkan y sus unidades de Bijeljina se trasladaron para atacar los diferentes territorios de estos países. En la Krajina los Tigres de Arkan combatieron en varios lugares en Eslavonia Oriental, Baranja y Sirmia Occidental. En la República Srpska, los Tigres de Arkan combatieron en y alrededor de Zvornik y  Brčko, ciudades en las que junto con otras unidades serbias redujeron al Ejército de Bosnia.

Las unidades paramilitares son responsables de algunos de los aspectos más brutales de la «limpieza étnica». Dos de las unidades que han desempeñado un papel importante en la «limpieza étnica» en la campaña de Bosnia y Herzegovina, el «chetniks» asociado con Vojislav Šešelj y los  « Tigres» asociados con Zeljko Raznjatovic (Arkan), han estado activos en la República de Serbia. ... «Tigres» de Arkan han llevado a cabo ejercicios de entrenamiento militar supuestamente destinado a intimidar a los residentes albaneses en Kosovo.
 Informe de la Comisión de Naciones Unidas sobre la limpieza étnica en Bosnia

A mediados de 1992, las autoridades militares serbias en la República Srpska no permitieron que operaran formaciones paramilitares. El General Ratko Mladic, Comandante del Estado Mayor del Ejército de la República Srpska, ordenó que todas las formaciones paramilitares fueran desarmadas el 28 de julio en el territorio de Bosnia y Herzegovina. Obligó a desarmarlos, arrestarlos e iniciar procedimientos penales contra las formaciones paramilitares ante los tribunales del Ejército de Bosnia y Herzegovina, independientemente de su ciudadanía.
En el otoño de 1995, por un corto tiempo, sus tropas combatieron en la zona de Banja Luka, Sanski Most y Prijedor, donde fueron derrotados. Arkan dirigió personalmente la mayor parte de las acciones de guerra, y recompensó a sus oficiales y soldados más eficientes con rangos, medallas y, finalmente, con los botines de los saqueos.
La Guardia Voluntaria Serbia fue disuelta oficialmente en abril de 1996. Además de Arkan, miembros muy notables fueron su mano derecha, como el coronel Nebojsa Djordjević "Suca", asesinado a finales de 1996, o el famoso Milorad Ulemek "Legija", que actualmente cumple 40 años de prisión por el asesinato del primer ministro serbio Zoran Đinđić en 2003.
Los miembros de la Guardia también recibieron la orden dada por Arkan para unirse al Ejército y la Policía serbia en la lucha contra los rebeldes albaneses de Kosovo desde el verano de 1998.
Algunos miembros de la organización neonazi de Grecia Amanecer Dorado participaron en la Guerra de Bosnia alistados en la Guardia de Voluntarios Griegos (GVG), que formaba parte del Cuerpo de Drina del Ejército de la República Srpska. Algunos de los voluntarios de la GVG estaban presentes en Srebrenica durante la  Masacre de Srebrenica, y se plantó una  bandera griega en una iglesia en ruinas después de la caída de la ciudad. Spiros Tzanopoulos, un sargento de la GVG que participó en el ataque contra Srebrenica, dijo que muchos de los voluntarios griegos participaron en la guerra porque eran miembros de Amanecer Dorado. Los voluntarios griegos fueron condecorados por Radovan Karadžić, pero según fuentes de la formación ultraderechista griega, las condecoraciones fueron entregadas después de que los voluntarios abandonaran el partido.

## Cargos por crímenes de guerra

Insignia oficial de la Guardia Voluntaria Serbia.

Parche de los "Tigres" (tigrovi en serbio), insignia no oficial de la organización.

Željko Ražnatović "Arkan" fue acusado en 1997 por el Tribunal Penal Internacional para la ex Yugoslavia como mandatario de la Guardia Voluntaria Serbia, cuya unidad fue presuntamente responsable de numerosos crímenes contra la humanidad, infracciones graves de la Convención de Ginebra y violaciones de las Leyes de Guerra, incluida la participación activa en la limpieza étnica de la Masacre de Bijeljina y Zvornik en 1992.
El TPIY acusó así a la Guardia Voluntaria Serbia:
- Por detención por la fuerza de una treintena de hombres no serbios y una mujer, sin comida ni agua, en una sala de calderas con ventilación inadecuada de aproximadamente cinco metros cuadrados de superficie.
- El transporte de doce hombres no serbios de Sanski Most a un lugar aislado en la localidad de Trnová, donde se les disparó matando a once de los hombres e hiriendo de gravedad al duodécimo.
- La violación de una mujer musulmana en un autobús fuera del hotel Sanus en Sanski Most.
- El transporte de aproximadamente sesenta y siete hombres no serbios y una mujer de Sanski Most, a lugares aislados en las aldeas de Sehovci y Pobrijeze en la localidad de Sasina, disparándoles y matando a sesenta y cinco de los prisioneros e hiriendo a dos sobrevivientes.
- Detención por la fuerza de aproximadamente treinta y cinco hombres no serbios en una sala de calderas con ventilación inadecuada de unos cinco metros cuadrados y, rendidos físicamente, se les priva de alimentos y agua, con el resultando de la muerte de dos hombres

## Miembros prominentes
- Željko Ražnatović "Arkan", comandante de la Guardia Voluntaria Serbia, asesinado en el año 2000.
- Borislav Pelević, candidato a la presidencia de Serbia en 2002.
- Milorad Ulemek "Legija", vicecomandante de la Guardia Voluntaria Serbia.

## En la cultura popular
La trama de la serie Ley y Orden: Acción Criminal, en el episodio "Homo Homini Lupis" se implica en la ficción a un inmigrante serbio llamado Simon Matic, que secuestra a la esposa y a las dos hijas de un hombre que le debe dinero a un prestamista, violando a la hija mayor. Durante el interrogatorio, Matic afirma haber servido en el Ejército serbio durante las Guerras Yugoslavas, pero el Agente Goren señala que Matic tiene las letras "SDG" tatuadas en su espalda, y sugiere que esto podría indicar la participación de Matic en las guerras como miembro de la Guardia Voluntaria Serbia. Goren deduce de ello que probablemente Matic es buscado por crímenes de guerra, además de los cargos por secuestro y violación.